# Nick Adams (attore 1983)
Nicholas Adams, detto Nick (Erie, 10 giugno 1983), è un attore, cantante e ballerino statunitense, noto soprattutto come interprete di musical.

## Biografia
Dopo essersi diplomato al Boston Conservatory of Music nel 2005 si è unito alla tournée internazionale del musical Chicago, lo show con cui debuttò anche a Broadway nel giugno del 2006. L'anno successivo recitò nell'ensemble di The Pirate Queen e di A Chorus Line a Broadway, mentre nel 2009 fece parte del cast di un revival di Guys and Dolls con Lauren Graham. Nel 2010 recitò nell'acclamato revival di Broadway del musical La Cage aux Folles, in cui si esibiva nel ruolo della drag queen Angelique accanto a Kelsey Grammer.
Nel 2011 interpretò un'altra drag queen, Felicia, mentre ricopriva il ruolo di Adam nella prima di Broadway di Priscilla, la regina del deserto; per la sua interpretazione fu candidato all'Astair Award al miglior ballerino in uno show di Broadway. Nel 2013 recitò in produzioni regionali di Hairspray e La sirenetta, mentre nel 2014 e 2015 interpretava Fiyero nella tournée statunitense del musical Wicked.  Nel 2019 interpreta Whizer nel tour americano di Falsettos con Max von Essen nel ruolo del protagonista.
Nick Adams è apertamente gay.

## Filmografia parziale

### Cinema
- Sex and the City 2, regia di Michael Patrick King (2010)
- Fire Island, regia di Andrew Ahn (2022)

### Televisione
- An Englishman in New York - film TV (2009)
- Così gira il mondo (As the World Turns) - serie TV, 1 episodio (2010)
- New Girl - serie TV, episodio 2x23 (2013)

## Teatro
- Me and My Girl, libretto di Douglas Furber, Stephen Fry e L. Arthur Rose, colonna sonora di Noel Gay, regia di Charles Repole. Benedum Center for the Performing Arts di Pittsburgh (2004)
- Hello, Dolly!. libretto di Michael Stewart, colonna sonora di Jerry Herman, regia di Glenn Casale. Benedum Center for the Performing Arts di Pittsburgh (2004)
- The Music Man, libretto e colonna sonora di Meredith Willson, regia di Richard Sabellico. Benedum Center for the Performing Arts di Pittsburgh (2004)
- Chicago, libretto di Fred Ebb e Bob Fosse, colonna sonora di John Kander, regia di Walter Bobbie. Ambassador Theatre di Broadway (2006)
- A Chorus Line, libretto è di James Kirkwood Jr. e Nicholas Dante, testi di Edward Kleban, colonna sonora di Marvin Hamlisch, regia di Michael Bennett. Gerald Schoenfeld Theatre di Broadway (2006)
- The Pirate Queen, libretto di Claude-Michel Schönberg, Alain Boublil e Richard Maltby Jr., colonna sonora di Schönberg, regia di Frank Galati. Hilton Theatre di Broadway (2007)
- The Rocky Horror Show, libretto e colonna sonora di Richard O'Brien, regia di Nick Demos. Plaza Theatre di Oklahoma City (2008)
- Guys and Dolls, libretto di Jo Swerling e Abe Burrows, colonna sonora di Frank Loesser, regia di Des McAnuff. Nederlander Theatre di Broadway (2009)
- La Cage aux Folles, libretto di Harvey Fierstein, colonna sonora di Jerry Herman, regia di Terry Johnson. Longacre Theatre di Broadway (2010)
- Priscilla, la regina del deserto, libretto di Stephan Elliott e Allan Scott, colonna sonora di autori vari, regia di Simon Phillips. Palace Theatre di Broadway (2011)
- The Little Mermaid, libretto di Doug Wright, testi di Howard Ashman e Glenn Slater, colonna sonora di Alan Menken, regia di Glenn Casale. Paper Mill Playhouse di Millburn, Benedum Center for the Performing Arts di Pittsburgh (2013)
- The Rocky Horror Show, libretto e colonna sonora di Richard O'Brien, regia di Hunter Foster. Bucks County Playhouse di New Home (2013)
- Wicked, libretto di Winnie Holzman, colonna sonora di Stephen Schwartz, regia di Joe Mantello. Tournée statunitense (2014)
- The Rocky Horror Show, libretto e colonna sonora di Richard O'Brien, regia di Hunter Foster. Bucks County Playhouse di New Home (2016)
- On the Town, libretto di Betty Comden e Adolph Green, colonna sonora di Leonard Bernstein, regia di Scott Thompson. Gateway Playhouse di Bellport (2017)
- The Rocky Horror Show, libretto e colonna sonora di Richard O'Brien, regia di Hunter Foster. Bucks County Playhouse di New Home (2017)
- Falsettos, colonna sonora di William Finn, libretto e regia di James Lapine. Tournée statunitense (2019)

## Doppiatori italiani
- Edoardo Stoppacciaro in Fire Island